# Mohammed Kareem
Mohammed Al-Jawad Zuhair Kareem (ar. محمد الجواد زهير كريم كريم;ur. 7 września 1997) – iracki zapaśnik walczący w stylu wolnym. 
Złoty medalista igrzysk panarabskich w 2023. Zajął ósme miejsce na mistrzostwach Azji w 2025. Mistrz arabski w 2023, a drugi w 2024 roku. 